# North Canaan
North Canaan är en kommun (town) i Litchfield County i delstaten Connecticut, USA. Vid folkräkningen år 2000 bodde 3 350 personer på orten. Den har enligt United States Census Bureau en area på totalt 50,5 km², allt är land. 